# Pablo Sánchez López
Pablo Sánchez (Barcelona, 22 de diciembre de 1970) es novelista y crítico literario español. Recibió el XI Premio Lengua de Trapo en 2005 por su libro Caja negra y el Premio de Novela Francisco Casavella por El alquiler del mundo (Destino, 2010).

## Biografía
Obtuvo el doctorado en Filología Hispánica por la Universitat de Barcelona. Ha sido profesor en la Universidad de las Américas de Puebla, y
actualmente enseña literatura hispanoamericana y da clases de escritura creativa en la Universidad de Sevilla.
En sus novelas, Pablo Sánchez cultiva un realismo, no exento de ironía y humor, cargado de crítica a la cultura de mercado junto con temas metaliterarios. Así lo explica en una entrevista respecto de su primera novela, Caja negra: "La visión irónica dispara contra todo, incluso contra mí mismo y mis ambiciones y expectativas literarias, de las que me río privadamente a través del personaje protagonista, que en muchos aspectos es una caricatura". El motor crítico y político que impulsó su segundo libro, El alquiler del mundo (2010) pervivió en La vida póstuma (2017), "su novela más madura, sutil, sarcástica y divertida", en palabras de Jordi Gracia. Yo no he muerto en México (Algaida, 2021) es su última novela. Además de sus obras publicadas, Pablo Sánchez escribe con frecuencia en su blog (Cajanegra) artículos de opinión política y crítica literaria.

## Obra

### Novela
- Caja negra (Lengua de Trapo, 2005).
- El alquiler del mundo (Destino, 2010).
- La vida póstuma (Algaida, 2017).
- Yo no he muerto en México (Algaida, 2021).

### Crítica literaria
- La Emancipación Engañosa. una Crónica Transatlántica del Boom (1963-1972) (Universidad de Alicante, 2009).
- El Método y la Sospecha. Estudios Sobre la Obra de Ernesto Sábato (Arcibel, 2010).
- Liturgias utópicas. La Revolución Cubana en la literatura española (Verbum, 2012).
- Literaturas en cruce. Estudios sobre contactos literarios entre España y América Latina (Verbum, 2018).